# 行列積状態
行列積状態 (ぎょうれつせきじょうたい、英語: matrix product state)とは以下の形で書かれた量子多体系の純粋状態である:
{\displaystyle |\Psi \rangle =\sum _{\{s\}}{\text{Tr}}[A_{1}^{(s_{1})}A_{2}^{(s_{2})}\cdots A_{N}^{(s_{N})}]|s_{1}s_{2}\ldots s_{N}\rangle }
ここで{\displaystyle A_{i}^{(s_{i})}}は次元が{\displaystyle \chi }の複素正方行列である({\displaystyle \chi }は局所次元と呼ばれる)。 添字{\displaystyle s_{i}}は{\displaystyle i}番目の粒子の基底を動く。量子ビットの場合は{\displaystyle s_{i}\in \{0,1\}}である。次元がdの量子ビットでは、 {\displaystyle s_{i}\in \{0,1,\ldots ,d-1\}}である。
行列積状態は特に、一次元量子スピン系（量子ハイゼンベルク模型など）の基底状態を表現するのに有用である。
パラメータ{\displaystyle \chi }は粒子間の量子もつれに関係している。特に、もし量子状態が全くもつれていないなら、 {\displaystyle \chi =1}の行列積状態で記述できる。
並進対称性がある状態については、局所テンソルを次のように選ぶことができる:
{\displaystyle A_{1}^{(s)}=A_{2}^{(s)}=\cdots =A_{N}^{(s)}\equiv A^{(s)}.}
一般的にどんな状態も{\displaystyle \chi }が粒子数Nに対して指数関数的に大きくなることを許せば行列積状態で記述できる。 しかしながら、 行列積状態は{\displaystyle \chi } が小さいとき、例えば粒子数に依存しないとき実用的である。 少数の例外を除いて (一部の例を後ほど述べる)、このようなことは可能ではないが、多くの場合で良い近似を与える。
行列積状態への分解は一意的でない。  解説は やを参考のこと。有限オートマトンの文脈ではを参考のこと。  テンソルネットワークのグラフ的表現に重点をおいた解説はを参考のこと。 

## 行列積状態の構成
量子状態の行列積表現を得る一つの方法はシュミット分解を N − 1回繰り返すことである。  あるいはその量子多体状態を生成する量子回路がわかっているなら、 その回路の行列積演算子から行列積状態を得ることもできる。 行列積演算子の局所テンソルは4つのインデックスを持つ。  行列積状態の局所テンソルは、行列積演算子の物理自由度を持つ片方のインデックスを量子回路に入力される状態と縮約を行うことで得られる。

## 例

### グリーンバーガー＝ホーン＝ツァイリンガー状態
N粒子系のグリーンバーガー＝ホーン＝ツァイリンガー状態は N個のゼロとN個の1の重ね合わせである。
{\displaystyle |\mathrm {GHZ} \rangle ={\frac {|0\rangle ^{\otimes N}+|1\rangle ^{\otimes N}}{\sqrt {2}}}}
これは規格化因子を除き、以下のように行列積状態で書ける。
{\displaystyle A^{(0)}={\begin{bmatrix}1&0\\0&0\end{bmatrix}}\quad A^{(1)}={\begin{bmatrix}0&0\\0&1\end{bmatrix}},}
もしくはの記法を用いて、
{\displaystyle A={\begin{bmatrix}|0\rangle &0\\0&|1\rangle \end{bmatrix}}.}
と書ける。
この記法では (複素数の代わりに)状態ベクトルを成分にもつ行列を用い、行列の積をとるときは(複素数の積の代わりに)テンソル積を用いる。このような行列は、
{\displaystyle A\equiv |0\rangle A^{(0)}+|1\rangle A^{(1)}+\ldots +|d-1\rangle A^{(d-1)}.}
のように構成される。
テンソル積は交換法則を満たさないことに注意すること。
例えば、 2つの行列Aの積は
{\displaystyle AA={\begin{bmatrix}|00\rangle &0\\0&|11\rangle \end{bmatrix}}.}
である。

### W状態
W状態はハミング重みが1であるすべての状態の重ね合わせである。 この状態は並べ替えに対して不変であるが、 最も単純な行列積状態はそうなっていない。 以下は表現の一例である。
{\displaystyle A_{1}={\begin{bmatrix}|0\rangle &0\\|0\rangle &|1\rangle \end{bmatrix}}\quad A_{2}={\begin{bmatrix}|0\rangle &|1\rangle \\0&|0\rangle \end{bmatrix}}\quad A_{3}={\begin{bmatrix}|1\rangle &0\\0&|0\rangle \end{bmatrix}}}

### AKLT模型
AKLT模型の基底状態は、行列積状態の歴史的に重要な例である。
次のように局所テンソルを選ぶことで表現することができる。
{\displaystyle A^{+}={\sqrt {\frac {2}{3}}}\ \sigma ^{+}={\begin{bmatrix}0&{\sqrt {2/3}}\\0&0\end{bmatrix}}}
{\displaystyle A^{0}={\frac {-1}{\sqrt {3}}}\ \sigma ^{z}={\begin{bmatrix}-1/{\sqrt {3}}&0\\0&1/{\sqrt {3}}\end{bmatrix}}}
{\displaystyle A^{-}=-{\sqrt {\frac {2}{3}}}\ \sigma ^{-}={\begin{bmatrix}0&0\\-{\sqrt {2/3}}&0\end{bmatrix}}}
ここで{\displaystyle \sigma }はパウリ行列である。
あるいは、
{\displaystyle A={\frac {1}{\sqrt {3}}}{\begin{bmatrix}-|0\rangle &{\sqrt {2}}|+\rangle \\-{\sqrt {2}}|-\rangle &|0\rangle \end{bmatrix}}}
である。

### マジュンダー・ゴーシュ模型
マジュンダー・ゴーシュ模型の基底状態は行列積状態で以下のように書ける。
{\displaystyle A={\begin{bmatrix}0&|\uparrow \rangle &|\downarrow \rangle \\{\frac {-1}{\sqrt {2}}}|\downarrow \rangle &0&0\\{\frac {1}{\sqrt {2}}}|\uparrow \rangle &0&0\end{bmatrix}}.}
このようになる。